# Cyril Fähndrich
Cyril Fähndrich (* 27. September 1999) ist ein Schweizer Skilangläufer.

## Werdegang
Fähndrich, der für den SC Horw startet, nahm bis 2019 an U18- und U20-Rennen im Alpencup teil. Bei den Nordischen Junioren-Skiweltmeisterschaften 2018 in Goms belegte er den 72. Platz im Skiathlon und den 31. Rang über 10 km klassisch. Im folgenden Jahr gewann er bei den Junioren-Skiweltmeisterschaften in Lahti die Bronzemedaille im 30-km-Massenstartrennen. Zudem kam er dort auf den 18. Platz im Sprint und auf den zehnten Rang mit der Staffel. In den Jahren 2018 und 2019 wurde er Schweizer Juniorenmeister über 15 km. Im Februar 2019 lief er in Planica seine ersten Rennen im Alpencup und errang dabei den 23. Platz im Sprint und den sechsten Platz über 10 km klassisch. Bei den U23-Weltmeisterschaften 2020 in Oberwiesenthal belegte er den 36. Platz im 30-km-Massenstartrennen, jeweils den 17. Rang im Sprint und 15 km klassisch und den 12. Platz mit der Staffel. Nach Platz sechs im Sprint beim Alpencup in Ulrichen zu Beginn der Saison 2020/21 debütierte er in Davos im Skilanglauf-Weltcup. Dabei holte er mit dem 30. Platz im Sprint seinen ersten Weltcuppunkt. Bei den U23-Weltmeisterschaften 2021 in Vuokatti belegte er den 41. Platz über 15 km Freistil sowie den 20. Rang im Sprint: In der Saison 2021/22 erreichte er mit zwei ersten Plätzen und einem dritten Platz den zweiten Gesamtrang im Alpencup. Bei den U23-Weltmeisterschaften 2022 in Lygna kam er auf den 18. Platz im Sprint sowie jeweils auf den vierten Rang über 15 km klassisch und mit der Mixed-Staffel.
Seine Schwester Nadine Fähndrich ist ebenfalls als Skilangläuferin aktiv.

## Siege bei Continental-Cup-Rennen
| Nr. | Datum             | Ort                     | Disziplin                  | Serie    |
| --- | ----------------- | ----------------------- | -------------------------- | -------- |
| 1.  | 19. Dezember 2021 | St. Ulrich am Pillersee | 15 km Freistil Massenstart | Alpencup |
| 2.  | 13. März 2022     | Sappada                 | 15 km Freistil Massenstart | Alpencup |

## Platzierungen im Weltcup

### Weltcup-Statistik
Die Tabelle zeigt die erreichten Platzierungen im Einzelnen.
- 1.–3. Platz: Anzahl der Podiumsplatzierungen
- Top 10: Anzahl der Platzierungen unter den ersten zehn
- Punkteränge: Anzahl der Platzierungen innerhalb der Punkteränge
- Starts: Anzahl gelaufener Rennen in der jeweiligen Disziplin
- Hinweis: Bei den Distanzrennen erfolgt die Einordnung gemäß FIS.

| Platzierung               | Distanzrennen a | Distanzrennen a | Distanzrennen a | Distanzrennen a | Distanzrennen a | Skiathlon Verfolgung | Sprint | Etappen- rennen b | Gesamt | Team   | Team    |
| Platzierung               | ≤ 5 km          | ≤ 10 km         | ≤ 15 km         | ≤ 30 km         | > 30 km         | Skiathlon Verfolgung | Sprint | Etappen- rennen b | Gesamt | Sprint | Staffel |
| ------------------------- | --------------- | --------------- | --------------- | --------------- | --------------- | -------------------- | ------ | ----------------- | ------ | ------ | ------- |
| 1. Platz                  |                 |                 |                 |                 |                 |                      |        |                   |        |        |         |
| 2. Platz                  |                 |                 |                 |                 |                 |                      |        |                   |        |        |         |
| 3. Platz                  |                 |                 | 1               |                 |                 |                      |        |                   | 1      |        |         |
| Top 10                    |                 |                 | 1               |                 |                 |                      |        |                   | 1      |        | 3       |
| Punkteränge               |                 | 14              | 4               | 9               | 1               | 4                    | 9      | 3                 | 44     | 2      | 4       |
| Starts                    |                 | 19              | 10              | 14              | 3               | 8                    | 21     | 3                 | 78     | 2      | 4       |
| Stand: Saisonende 2024/25 |                 |                 |                 |                 |                 |                      |        |                   |        |        |         |

### Weltcup-Gesamtplatzierungen
| Saison  | Gesamt | Gesamt | Distanz | Distanz | Sprint | Sprint |
| Saison  | Punkte | Platz  | Punkte  | Platz   | Punkte | Platz  |
| ------- | ------ | ------ | ------- | ------- | ------ | ------ |
| 2020/21 | 1      | 145.   | –       | –       | 1      | 94.    |
| 2021/22 | 5      | 146.   | –       | –       | –      | –      |
| 2022/23 | 269    | 61.    | 175     | 49.     | 67     | 71.    |
| 2023/24 | 514    | 40.    | 315     | 34.     | 31     | 82.    |
| 2024/25 | 128    | 103.   | 128     | 63.     | –      | –      |